# Milan Škoda
Milan Škoda (Praga, 16 gennaio 1986) è un calciatore ceco, attaccante dello Slavia Praga B.

## Carriera

### Nazionale
Viene convocato per gli Europei 2016 in Francia.

## Palmarès

### Club
- Campionato ceco: 1

Slavia Praga: 2016-2017
- Coppa della Repubblica Ceca: 1

Slavia Praga: 2017-2018

### Individuale
- Capocannoniere della 1. liga: 1

2016-2017 (15 gol, a pari merito con David Lafata)